# Municipio Maturín
Maturín es un municipio ubicado en el centro del estado venezolano de Monagas. Con una superficie de 13 042 km2, es el municipio más grande del estado, y limita al Norte con Piar, Punceres y el Estado Sucre; al Sur con Libertador y el Estado Anzoátegui; al Este con el Estado Delta Amacuro y el golfo de Paria; y al Oeste con Cedeño, Zamora, Santa Bárbara y Aguasay. Está compuesto por once parroquias y seis ciudades: El Corozo, El Furrial, Jusepín, La Pica, San Vicente, y la capital municipal y estadal, Maturín.
Con 775 254 habitantes, es el municipio más poblado del estado. Su capital es la ciudad más poblada del estado y la sexta del país. Con una densidad poblacional de 50.25, es el noveno municipio menos hacinado del estado.

## Historia
La Ley de 28 de abril de 1856 creó el Cantón Maturín (actual Municipio Maturín) dentro de la Provincia de Maturín (Estado Monagas). El Cantón Maturín poseía como parroquias a San Simón, Libertad, Chaguaramal, Punceres, Santa Bárbara y Aguasay. El 10 de marzo de 1876 las parroquias de Chaguaramal y Punceres fueron asignadas al entonces Departamento Piar (actual Municipio Piar). El 3 de marzo de 1874 se organizó la parroquia Caño Colorado y se agregó al Departamento Maturín (antes Cantón Maturín). La parroquia Guzmán Blanco, producto de la unión de los pueblos de Guacharacas, El Corozo, Rucio Viejo y El Muerto, se adicionó al Departamento Maturín el 13 de mayo de 1874. El Departamento Maturín se llamaría posteriormente Distrito Maturín.
El periódico “El Oriental”, es fundado en 1982, en la ciudad de Maturín.
El Municipio Maturín es creado por la Ley de División Político - Territorial del Estado Monagas del 3 de agosto de 1983. Para 1987, se inaugura en la parroquia Las Cocuizas el ambulatorio Dr. José Antonio Serres.
María Elena de Cañizales, fue elegida alcaldesa del municipio por voto directo, para el período 1989 – 1992, representaba al partido Acción Democrática.
Para el 1 de octubre de 1992, se fundó la Policía Municipal de Maturín, conocida como la POMU. Las anteriores parroquias foráneas de Santa Bárbara y Aguasay fueron elevadas a la categoría de municipios autónomos en la Gaceta Oficial del Estado Monagas de fecha 27 de septiembre de 1994, n.º. Extraordinario.
El 17 de marzo de 1998, empezó a circular la primera edición del periódico La Prensa de Monagas.
Para abril de 2013, el presidente Nicolás Maduro, junto a la gobernadora Yelitza Santaella, visitó la localidad de El Furrial donde inauguró una planta termoeléctrica.
El 25 de agosto de 2016, emiten una orden de captura por parte del gobierno en contra del Alcalde de Maturín, Warner Jiménez. Para el 9 de septiembre, Antonio Goncalves es asignado como alcalde encargado del Municipio Maturín. Para el 29 de septiembre del mismo año, es asignado Wilfredo Ordaz como alcalde encargado del Municipio Maturín. Al finalizar el año, se realizaron despedidos en la Alcaldía de Maturín. Para el 10 de diciembre de 2017, fue elegido Wilfredo Ordaz como alcalde temporal de Maturín por el periodo 2017-2021.
En 2021, luego de realizarse elecciones primarias por el PSUV, fue anunciado a Ana Fuentes como candidata a la alcaldía del municipio Maturín, al igual que Ángel Aristimuño por el partido Un Nuevo Tiempo y José Antonio Mendoza de Primero Justicia, para las elecciones del 21 de noviembre de 2021. Donde fue electa y posteriormente proclamada a Ana Fuentes como alcaldesa del municipio con 47.26%. A finales de 2024, Ana dio a conocer la marca: Maturín Corazón de Oriente, con la finalidad de recuperar la identidad de la ciudad, cultura, arte y tradiciones del municipio. Para julio de 2025, Fuentes implementó el Observatorio de Crecimiento Económico y la Oficina Municipal de Enlace para la Inversión y Exportación Productiva, con el fin de resaltar el área productiva del municipio. A finales del mismo mes, es reelecta a Fuentes como alcalde del municipio.

## Geografía
El municipio ocupa una planicie llanera en la mayor parte de su territorio. La costa del Golfo de Paria es cenagosa por su cercanía a la desembocadura del río Orinoco. La vegetación es de bosque seco tropical, con temperaturas entre 27 °C y 28 °C y una precipitación promedio al año de 1.298 mm.

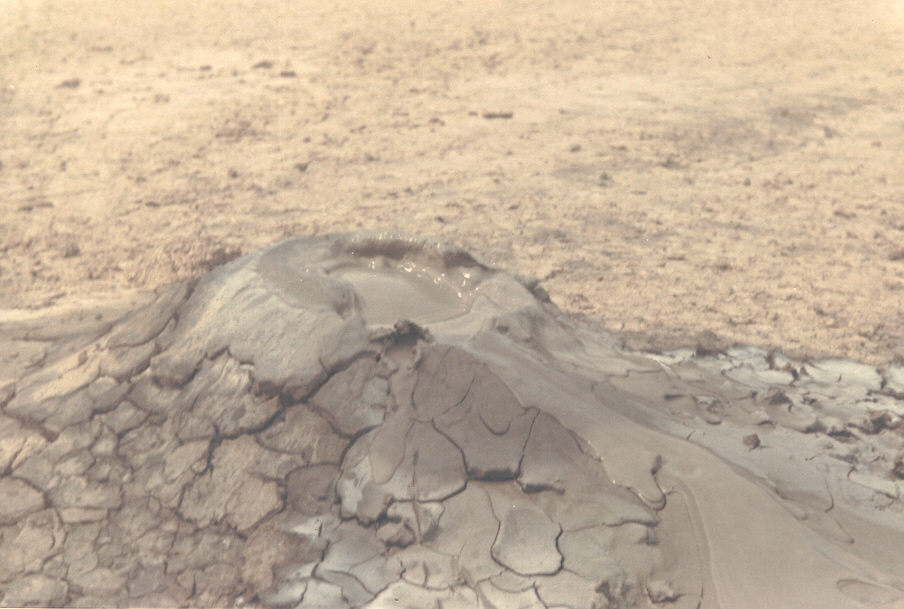
Volcán de lodo Yagrumito en Maturín.

Volcán de Yagrumito es un volcán de lodo, ubicado a 6 km al sureste de la ciudad de Maturín.

### Límites
Según la Gaceta Oficial del estado Monagas, en la Reforma Parcial de la Ley de División Político-Territorial, con fecha 29 de julio de 1998, los límites del municipio Maturín se describen de la siguiente manera:
Por el norte, limita con los municipios Cedeño, Piar y Punceres, así como con parte del estado Sucre. Con el municipio Cedeño, el límite se extiende desde la cabecera de la quebrada Arapia hasta la cabecera de la quebrada Curujural. A partir de allí, colinda con el municipio Piar, desde la cabecera de Curujural en la quebrada Jusepín, siguiendo aguas abajo por la quebrada Curujural hasta su desembocadura en la quebrada Barrancas, y por esta última hasta el sitio conocido como El Nevero. Desde allí, el límite continúa en línea recta pasando por la curva de Guayabal hasta la cabecera de la quebrada Arenas, en la meseta de Orocual, y sigue aguas abajo hasta su desembocadura en el río Punceres. Luego, con el municipio Punceres, el límite sigue aguas abajo por el río Punceres hasta su desembocadura en el río Guarapiche, y desde allí en línea recta hasta la confluencia del caño Dos Aguas con el río San Juan. Finalmente, con el estado Sucre, el límite se extiende desde esta confluencia hasta la desembocadura del río San Juan en el Golfo de Paria, en la barra de Maturín.
Por el este, limita con el Golfo de Paria y el caño Mánamo, desde su desembocadura en el golfo hasta su confluencia con el río Morichal Largo.
Por el sur, colinda con el municipio Libertador, siguiendo el curso del río Morichal Largo desde su desembocadura en el caño Mánamo hasta la boca del río Yabo, y por este último aguas arriba hasta el paso Morenero. A partir de allí, limita con el estado Anzoátegui, desde el paso Morenero en línea recta hasta la desembocadura del río Claro en el río Morichal Largo, y continúa aguas arriba por el río Claro hasta su cabecera.
Por el oeste, limita con el estado Anzoátegui y con los municipios Aguasay, Santa Bárbara y Ezequiel Zamora. Desde la cabecera del río Claro, el límite se traza en línea recta hasta la confluencia de los ríos Tigre y Oritupano. Luego, con el municipio Aguasay, continúa en línea recta hasta Las Gaviotas, y desde allí hasta la boca de Las Gaviotas en el río Ñato. Desde este punto, sigue en línea recta hasta la boca del río Caris en el río Guanipa, y luego hasta la boca de la quebrada El Gabán en el río Tonoro. A partir de allí, colinda con el municipio Santa Bárbara, siguiendo aguas abajo por el río Tonoro hasta la boca de la quebrada Las Colmenas, y desde allí en línea recta hasta la boca de Los Pocitos en el río Mapirito. El límite continúa en línea recta hasta la confluencia del morichal El Hueso en el río Amana, y aguas arriba hasta la desembocadura de la quebrada Arapia, desde donde colinda con el municipio Ezequiel Zamora hasta la cabecera de la quebrada Arapia, punto de partida del circuito.

### Población y ordenamiento

#### Demografía
Según el Instituto Nacional de Estadísticas de Venezuela, en el censo nacional de población realizado en 2021, el municipio Maturín presenta una población de 655 423 personas. Al sur del municipio en los sectores de San José de Buja, Wana Wana y Wara Wayuu, se puede localizar indígenas de los pueblos originarios de la etnia Warao.

#### Organización parroquial
Según la Gaceta Oficial del Estado Monagas, Reforma Parcial de la Ley de División Político Territorial del Estado Monagas, de fecha 29 de julio de 1998, Nº Extraordinario; el municipio Maturín tiene 10 parroquias.
- Alto de Los Godos
  - Por su parte, en la parroquia Alto de Los Godos, cuenta con la Unidad Educativa Mario Briceño Iragorry, localizada en Los Guaritos.[29]
- Boquerón
- Las Cocuizas
- San Simón
- Santa Cruz
- El Corozo
- El Furrial
- Jusepín
- La Pica
- San Vicente

Adicionalmente, Maturín cuenta con 90 circuitos comunales distribuidores en todo el municipio, agrupando en 634 consejos comunales para principios de 2025.

#### Centros poblados
- Amana del Tamarindo, recibe su nombre de un árbol de tamarindo que se encuentra dentro del pueblo, así como del río Amana. Bajo ese árbol de tamarindo, que todavía existe, nació José Tadeo Monagas.

- El Corozo, surge en el siglo XIX con el nombre de Isava.[31] Se extrae petróleo en sus cercanías y es conocida por la venta de los dulces de almíbar.[32]

- El Furrial, surge hacia 1870 en un sitio donde acampaban arrieros, así como combatientes de las guerras civiles.[31] A partir de 1985 la exploración sísmica llevada a cabo por PDVSA conduce al descubrimiento de yacimientos petrolíferos profundos de El Furrial en 1986. El pozo descubridor del área, El Furrial-1X, fue completado a 4.565 m con producción de 7.500 b/d de crudo con gravedad 28.5° API.[33]Por otro lado, la localidad cuenta con la iglesia Inmaculado Corazón de María,[34] además de la panadería La Artesanal, que fue reconstruida en 2025.[34]

- Jusepín, fundada el 12 de mayo[35] 1938 como consecuencia de las exploraciones petroleras en la zona.[36] El 13 de octubre de ese año se descubre un pozo petrolero llamado Jusepín n.º 1.[36] Fue sede de la Universidad de Oriente Núcleo de Monagas durante muchos años. Celebran las fiestas patronales de Jusepín en honor a la Virgen de Coromoto, donde posee una iglesia católica con el nombre de está virgen. Además, cuenta con la Manga de Coleo "Alexis Jiménez".[37]

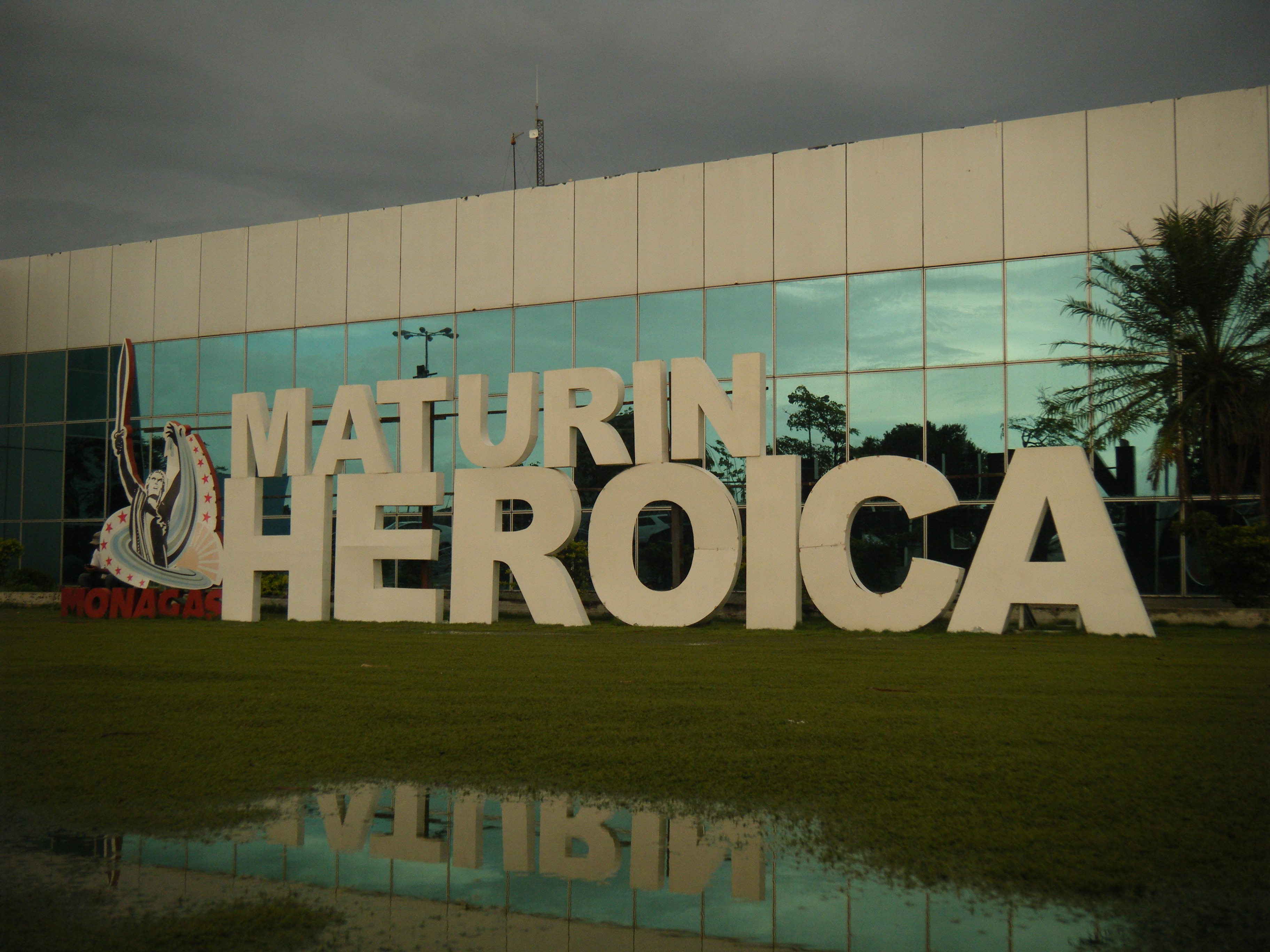
Aeropuerto de Maturín.

- Maturín, es la ciudad más grande del municipio y la capital del estado Monagas. Fue fundada el 7 de diciembre de 1760 por el fraile Capuchino Lucas de Zaragoza.

- La Pica, surge hacia 1860 como una “pica” (camino) entre Maturín y el puerto (ya desaparecido) de Caño Colorado.[31] Allí se encuentra el Centro Penitenciario de Oriente, conocido como Cárcel de la Pica.

- San Vicente, surge en 1924.[31] En el cementerio de esa población se encuentra la sepultura de Juana Ramírez.
- Zamuro Adentro, cuenta con la escuela Teresa Carreño, el ambulatorio tipo II[38] y la cancha de la comunidad.[39]

## Infraestructura

### Salud
El municipio cuenta con centros de salud muy importante como, Nefrológico Maturín, Medical Care, Manuel Núñez Tovar y Doña Felicia Rondón de Cabello en El Furrial. Además de varios centros de diagnósticos integrales. También, el Hospital Materno Infantil de Monagas, ubicado en Maturín, comenzó su construcción en diciembre de 2024 y se espera que esté listo en 18 meses.

### Servicio públicos

#### Gas
Está representado por la empresa Gases Maturín (Gasmaca), principalmente distribuye cilindros de gas doméstico. En abril de 2023, se reportó que los cilindros están cargados de gas licuado de petróleo (GLP) con mayor distribución fue la de 10 kilogramos, con un total de 6 mil 162 cilindros vendidos; seguido de la de 18 kilogramos con 1285 unidades vendidas, posteriormente los cilindros de 27 kilogramos con 23 cilindros y 449 bombonas de 43 kilogramos.

### Transporte
El Terminal interurbano de Maturín, un terminal de autobuses y taxis ubicado en la avenida Libertador de la ciudad de Maturin. El municipio cuenta con 65 rutas legalmente registradas en el municipio.Adicionalmente, sirve como punto de partida para otros municipios del Estado Monagas y areas mas pobladas de Venezuela, como Caracas, Valencia, Cumana, Puerto Ordaz.

## Economía
Es el principal centro económico del estado Monagas. Las actividades comerciales y de servicios se concentran principalmente en la capital del municipio. La actividad petrolera, en las zonas de El Furrial y Jusepín, es otro de los rubros significativos del municipio. La producción de maíz amarillo, maní, sorgo, ganadería bovina y porcina son las principales actividades agropecuarias.
Cuenta con la Granja Avícola Chichí con producción de ejemplares Gyr y pollos.Plantas como Alimentos Morichal dedicados al suministro de alimentos para animales agrícolas, localizados en la Zona Industrial de Maturin.

### Mercados populares
La ciudad de Maturín cuenta con al menos 8 mercados periféricos, donde los ciudadanos pueden comprar vegetales, frutas, carnes y comidas elaboradas, el más importante es el Mercado municipal de Maturín ubicado en el sector de Los Bloques.

### Turismo

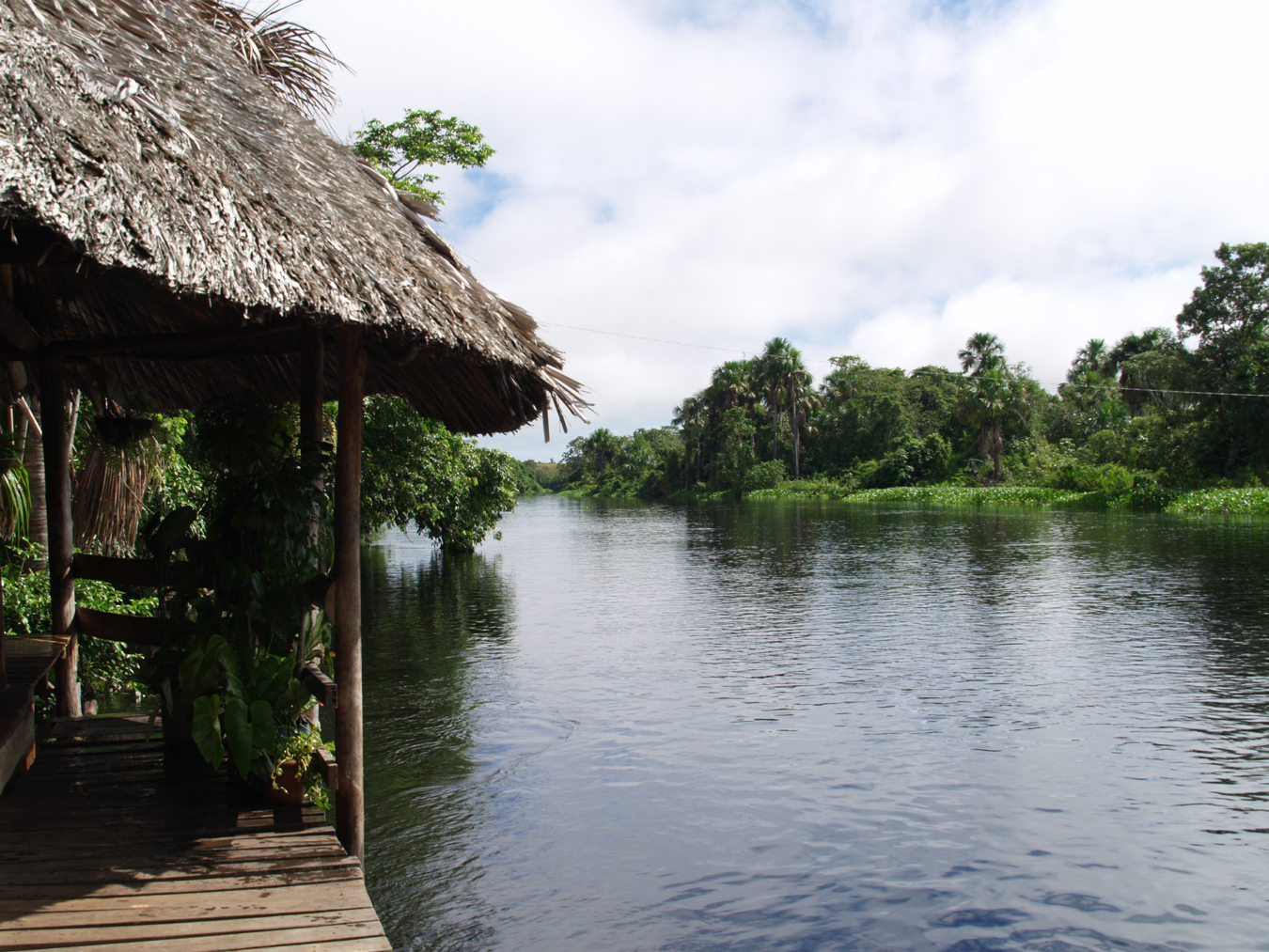
Río Morichal Largo

- El atravesao: es un baile en el que se cruzan los pies. Tuvo su origen durante la Guerra de Independencia de Venezuela, cuando los soldados del ejército patriota en Amana bailaban con las campesinas del lugar.[47] El atravesao se danza en las fiestas patronales de las poblaciones del municipio.
- La mula rucia: es una pantomima que simboliza una comparsa callejera, donde los participantes se disfrazan de mula y bailan al compás de un merengue venezolano. Se realiza en las fiestas patronales de San José de Buja, el 19 de marzo de cada año.
- Río Morichal Largo: localizado al sur del municipio. Está aproximadamente a unos 45 minutos de Maturín, a través de la carretera Maturín-Barrancas del Orinoco. Sus aguas pueden presentar coloraciones que van del marrón claro al verde oscuro, con matices de azul hasta casi negro. Posee a su alrededor diversas especies vegetales: así como una fauna representativa del lugar como monos araguatos, guacamayas, tucanes y varios tipos de peces.
- Toro de Genarito: representa el enfrentamiento entre un toro personificado por un hombre, un lidiador, y un chamán. Esta danza tragicómica se efectúa el 7 de diciembre en Jusepín.
- Fiesta de la Santísima cruz de mayo: es una celebración en la que se cantan galerones[48] y se hacen fiestas tradicionales y populares, junto a ceremonias cristianas en la que se reza el Santo Rosario. Se ofrece a los asistentes bebidas de mango y a los cantores se les estimula con tragos de aguardiente.
- Volcán de Yagrumito: es un volcán de lodo ubicado a 6 km al sureste de la ciudad de Maturín.

El municipio cuenta con diversos balnearios para la recreación y disfrute de los diferentes ríos que se encuentran en Maturín, estos son Boquerón de Amana, Puente Hierro, Mapirito, Rancho Texas, Amana del Tamarindo, San Vicente, Los Bajos de El Furrial y Amarilis.

## Educación
El municipio cuenta con varias instituciones educativas tanto públicas como privadas, que dan formación a los diferentes niveles, desde la Educación inicial, Básica y Media General hasta el bachillerato o diversificado.

### Universidades
El municipio Maturín alberga diversas universidades e institutos de educación superior, públicas y privadas, que ofrecen carreras de distintos sectores e índole. Es el municipio que posee la mayoría de las universidades en el Estado Monagas.
- Universidad Rómulo Gallegos, orientada a la ciencia de la salud. Se localiza en la parroquia Las Cocuizas de la ciudad de Maturín. Desde el 2020 ofrece cátedras de Medicina, Fisioterapia y Enfermería. En 2022, incorporó Psicología, Radiodiagnóstico, Nutrición y Dietética, Citotecnología y Odontología.[50]

### Deportes
Las principales instalaciones deportivas del Estado Monagas se localizan en este municipio. Entre las principales disciplinas esta el beisbol, futbol y básquet. De igual forma, practican futbol de sala, softbol, ajedrez,entre otras.

## Cultura
El municipio cuenta con el Instituto Municipal de la Cultura (Imculmat) ente dedicado a promover el área de cultura en el municipio.En el 2024 se llevó a cabo la remodelación integral de la Casa de la Cultura "Prof. Inícita Aceituno", bajo la gestión de la alcaldesa Ana Fuentes, con mejoras en la fachada, el auditorio y la construcción de una galería de arte. 
El 18 de noviembre del año 2006, se realizó una convocatoria para la elección del escudo, la bandera y la letra del himno del municipio. Posteriormente, el 15 de diciembre del año 2023 se ratifican en la Gaceta Municipal Extraordinaria bajo el N.º 82. Donde se declara el Día de los Símbolos de Maturín el 18 de noviembre. La bandera y la letra del himno municipal fueron diseñados por el profesor Félix Cetrone,mientras que el escudo fue elaborada por Jhon Elías Aguirre Blanco.
Para enero de 2025, en marco del Día del Artista Nacional se creó el Premio Municipal a la Cultura por parte de la alcaldía del municipio. Haciendo honor a expresiones artísticas como canto, cine, danza, literatura, artes plásticas, teatro, arte culinario y arte utilitario.

### Festividades
Para febrero del 2024, los Carnavales de Maturín son declarados patrimonio cultural del Estado Monagas por el Consejo Legislativo Socialista del estado Monagas (Clsem).

### Creencias y leyendas
- Leyenda del Guardahumo.
- Leyenda de la mujer de los tacones altos.
- A muchos niños se suele colocar un azabache con una cinta de tela roja, para protegerlos de la envidia y del mal ojo.

### Gastronomía
Tradicionalmente la arepa, empanada y la cachapa, son los platos más representativos del municipio. También hay que mencionar las Naiboa, que está hecha con casabe, melado de papelón y queso. Igualmente, se tiene el postre a base de maíz llamado mazamorra. 
También se preparan como acompañante las llamadas bolas de plátano, unas esferas hechas con el plátano verde hervido y previamente triturado.
En cuanto a sopas hay varias que se realizan a lo largo del municipio las principales es la sopa de gallina, la de carne o lagarto y el sancocho de guaraguara o busco/curito (pez de río). 
Como en todo el estado Monagas, es muy común también consumir el pescado salado acompañado de ocumo chino (taro/malanga/otoe/papa balusa, llamado simplemente "chino") o bien con batata/camote/papa dulce (llamada "chaco").
En la población de El Corozo del municipio, se venden dulces de almíbar, conservas de coco, turrón de maní, jalea de mango y dulce de leche.
Entre los chefs locales reconocidos destaca Roger Luna, facilitador en la Escuela de Gastronomía y Cocina Patrimonial del estado Monagas.En octubre de 2023, recibió el Orden Luis Caballero Mejías, la cual es otorgada por Federación Latinoamericana de Master Chefs (Felams).Como director de la escuela de gastronomía y cocina patrimonial del estado Monagas, perteneciente al Instituto de Cultura de la región (Icum), ha impulsado la elaboración de platos autóctonos de la ciudad de Maturín, entre los que se mencionan el Filet al Guarapiche.

#### Utensilios
Actualmente no son habituales, pero en las zonas rurales del municipio son utilizados:
- Pilón, es un objeto de forma cónica hecha de madera, tienen una altura de 70 a 90 cm de alto. El mismo está acompañado de un maso, que funciona para triturar, moler o pilar. Se ejecuta en un movimiento de arriba hacia abajo. Esto lo suelen usar con el maíz o el plátano.

### Pintura
- Pablo Guevara, artista plástico.[59]

### Música
Entre los géneros mas tradicionales destacan el folclore y llaneras.
Por su parte, hay personas importante en esta área como; Milagros Simoza, actriz y cantante, quien es la directora del musical Jesús de Nazaret,también conduce el programa Nace una Estrella. Otra artista resaltante es Corina Reyes, conocida localmente como la morena del swing. Debutó como solista en el Centro Comercial Petroriente (CCP) de la ciudad de Maturín.De igual forma, Rosendo “Chendo FX” Pérez cantante oriundo de Maturín y reconocido localmente por su tema "Wamma” y "Maturín es Carnaval".

## Política y gobierno
La Alcaldía del Municipio Maturín en el Estado Monagas es un ente u organismo descentralizado e independiente del Estado venezolano, que fiscaliza, controla y regula las diferentes disposiciones y actividades destinadas a los ciudadanos y ciudadanas del Municipio Maturín. Su actual alcaldesa es Ana Fuentes quien resultó elegida en el cargo en las Elecciones regionales de Venezuela de 2021.

### Alcaldes
| Período     | Alcalde                    | Partido político / Alianza | % de votos | Notas |
| ----------- | -------------------------- | -------------------------- | ---------- | --- |
| 1989 - 1992 | María Elena de Cañizales   | AD                         | 51,90      | Primera Alcaldesa bajo elecciones directas |
| 1992 - 1995 | José Enrique López Tablero | COPEI                      | 45,14      | Segundo Alcalde bajo elecciones directas |
| 1995 - 2000 | Domingo Urbina Simoza      | AD                         | -          | Tercer Alcalde bajo elecciones directas. (Se realizaron elecciones generales adelantadas en el 2000 debido a la aprobación de la Constitución de 1999) |
| 2000 - 2004 | Domingo Urbina Simoza      | AD                         | 40,34      | Reelecto |
| 2004 - 2008 | Numa Rojas Velásquez       | MVR                        | 59,81      | Cuarto Alcalde bajo elecciones directas |
| 2008 - 2013 | José Maicavares            | PSUV                       | 60,97      | Quinto Alcalde bajo elecciones directas (se postergan 1 año las elecciones municipales pautadas para finales del 2012)                                 |
| 2013 - 2016 | Warner Jiménez             | VP/MUD                     | 38,63      | Sexto Alcalde bajo elecciones directas (Destituido por la Cámara Municipal en septiembre de 2016)                                                      |
| 2016 - 2017 | Wilfredo Ordaz             | PSUV                       | -          | Encargado (Ha presidido la Cámara Municipal 2013-2016).                                                                                                |
| 2017 - 2021 | Wilfredo Ordaz             | PSUV                       | 75,35      | Séptimo Alcalde bajo elecciones directas |
| 2021 - 2025 | Ana Fuentes                | PSUV                       | 47,38      | Octava Alcaldesa bajo elecciones directas |

### Concejo municipal
Período 1989 - 1992
| Concejales:           | Partido político / Alianza |
| --------------------- | -------------------------- |
| Noel Grisanti Luciani | AD                         |
| Jesús Higuerey        | AD                         |
| Freddy Rondón         | AD                         |
| Hector Acosta         | AD                         |
| Efraín Figueroa       | AD                         |
| Wilfredo Febres       | AD                         |
| Luis Díaz Noguera     | COPEI                      |
| Rubén Darío Pino      | COPEI                      |
| Luis Ramírez Noguera  | COPEI                      |
| Luis Alexis Sánchez   | COPEI                      |
| Mauro Marcano         | MAS                        |

Período 1992 - 1995
| Concejales:            | Partido político / Alianza |
| ---------------------- | -------------------------- |
| Efraín Figuera         | AD                         |
| Migdonio Gamboa        | AD                         |
| Hector Maita           | AD                         |
| Jesús Higuerey         | AD                         |
| Freddy Rondón          | AD                         |
| Alexis Caraballo       | AD                         |
| Alejandrina Betancourt | AD                         |
| Rosmery Vivenes        | COPEI                      |
| Luis Díaz Noguera      | COPEI                      |
| Juan Martínez          | COPEI                      |
| César Malavé           | COPEI                      |

Período 1995 - 2000
| Concejales:            | Partido político / Alianza |
| ---------------------- | -------------------------- |
| Hernan Ajmad           | AD                         |
| Migdonio Gamboa        | AD                         |
| Ramon Millán           | AD                         |
| Francisco Mata         | AD                         |
| Noel Grisanti Luciani  | AD                         |
| Joséfina Arrioja       | AD                         |
| Alejandrina Betancourt | AD                         |
| Nelson Bomtemps        | COPEI                      |
| Luis Sánchez           | COPEI                      |
| Rafael Febres          | LCR                        |
| Luis Díaz              | CONVERGENCIA               |

Período 2000 - 2005
| Concejales             | Partido político / Alianza |
| ---------------------- | -------------------------- |
| Fanny Febres           | AD                         |
| Alejandrina Betancourt | AD                         |
| Alonzo Marcano         | AD                         |
| Juan Manuel Mota       | AD                         |
| Idalberto Serra        | AD                         |
| Milay Garcia           | MVR                        |
| Virginia Lopez         | MVR                        |
| Tania Salazar          | MVR                        |
| Orlando Granados       | MVR                        |
| Mauro Marcano          | MAS                        |
| Gladys Palmares        | (Representación Indígena)  |

Período 2005 - 2013
| Concejales           | Partido político / Alianza |
| -------------------- | -------------------------- |
| Nestor Flores        | MVR                        |
| Eulogio Silano       | MVR                        |
| Wilfredo Ordaz       | MVR                        |
| Carlos Vera          | MVR                        |
| Gaudys Ruiz          | MVR                        |
| Celia Piñango        | MVR                        |
| Obed Rivas           | MVR                        |
| Luis Enrique Salazar | MVR                        |
| Yraida Gamardo       | MVR                        |
| José Maicavares      | MI GATO                    |
| Alfredo Rondon       | (Representación Indígena)  |

Perìodo 2013 - 2018
| Concejales        | Partido político / Alianza |
| ----------------- | -------------------------- |
| Javier Chaida     | AD MUD                     |
| Luis Martínez     | MIN MUD                    |
| Catalino García   | PJ MUD                     |
| José Cova         | VP MUD                     |
| Teodoro González  | GE MUD                     |
| Efraín Betancourt | PSUV                       |
| Isaac Centeno     | TUPAMARO                   |
| Wilfredo Ordaz    | PSUV                       |
| Yraida Márquez    | PSUV                       |
| Yraida Gamardo    | VBR                        |
| Vidal Sequea      | (Representación Indígena)  |

Período 2018 - 2021
| Concejales         | Partido político / Alianza |
| ------------------ | -------------------------- |
| Igor Maita         | PSUV                       |
| Suly López         | PSUV                       |
| Luis Vargas        | PSUV                       |
| Eglee García       | PSUV                       |
| Manuel Jaimez      | PSUV                       |
| Hanne Rivas        | PSUV                       |
| Richar Abreu       | PSUV                       |
| Domindo Rocca      | PSUV                       |
| Emiliana Fuentes   | PSUV                       |
| Amibel Yaguaracuto | PSUV                       |
| Vidal Sequea       | (Representación Indígena)  |

Período 2021 - 2025
| Concejales         | Partido político / Alianza |
| ------------------ | -------------------------- |
| Jackson Maita      | PSUV                       |
| Marialys Cortez    | PSUV                       |
| Obdulio Sánchez    | PSUV                       |
| Enma Reyes         | PSUV                       |
| Maritrina Bastardo | PSUV                       |
| Jesus Longa        | PSUV                       |
| Pedro Adrian       | PSUV                       |
| Yonathan Guzmán    | PSUV                       |
| Carmen Martinez    | PSUV                       |
| Hildemar Delgado   | MUD                        |
| Silvia Allen       | MUD                        |
| Patricia Salazar   | MUD                        |
| Melitza Barrilas   | (Representación Indígena)  |

### Fuerza armada
El municipio posee varios destacamentos y fuertes militares, principalmente en la ciudad de Maturín.

## Criminalidad
Según el Observatorio Venezolano de Violencia los delitos más frecuentes durante el 2021 en el municipio son; robo, homicidio e intento de homicidio. En noviembre de 2019, se cometieron 39 homicidios en el Estado Monagas, de los cuales 21 se registraron en el municipio Maturín.Por otro lado, en Maturín se han implementado medidas de seguridad bajo la gestión del gobernador Ernesto Luna, enfocadas en mejorar la calidad de vida de los ciudadanos y fortalecer la tranquilidad en la región. 